# Lystrosaurus
Lystrosaurus (/ˌlɪstrəˈsɔːrəs/; "thằn lằn xẻng") là một chi một cung bên sống vào cưối kỷ Permi đến giữa kỷ Trias cách đây 250 triệu năm tại nơi hiện nay là Nam Cực, Ấn Độ, Trung Quốc. Từ bốn đến sáu loài đã được công nhận, mặc dù từ thập kỷ 1930 đến 1970 đã có nhiều loài khác được mô tả.
Là Dicynodontia, chỉ có hai răng là răng nanh giống ngà, nhưng nó có mõ sừng giúp nó gặm thực vật. Chân sau khỏe hơn chân trước và được cho đào đất để làm tổ trong hang. Các loài Lystrosaurus thường dài khoảng 3 foot (0,9 m) và nặng khoảng 100 đến 200 pound (50 đến 90 kg). Mặc dù có loài khá nhỏ.

## Các loài
- Lystrosaurus murrayi (Huxley, 1859) (điển hình)
- Lystrosaurus amphibius[2]
- Lystrosaurus bothai[2]
- Lystrosaurus breyeri[2]
- Lystrosaurus broomi[2]
- Lystrosaurus curvatus (Owen, 1876)
- Lystrosaurus declivus (Owen, 1860)
- Lystrosaurus georgi Kalandadze, 1975
- Lystrosaurus hedini[2]
- Lystrosaurus jeppei[2]
- Lystrosaurus jorisseni[2]
- Lystrosaurus latifrons[2]
- Lystrosaurus maccaigi Seeley, 1898
- Lystrosaurus primitivus[2]
- Lystrosaurus putterilli[2]
- Lystrosaurus rajurkari[2]
- Lystrosaurus robustus[2]
- Lystrosaurus rubidgei[2]
- Lystrosaurus theileri[2]
- Lystrosaurus wageri[2]
- Lystrosaurus wagneri[2]
- Lystrosaurus weidenreichi[2]
- Lystrosaurus youngi[2]